# Waci (peuple)
Pour les articles homonymes, voir Waci.
Les Waci (ou Ouatchi, Waci-Gbe, Wachi, Watchi, Watyi, Watyu) sont une population d'Afrique de l'Ouest, vivant principalement au sud du Togo, également au Bénin. Ils font partie du groupe Ewe.

## Langue
Leur langue est le waci, une langue gbe, dont le nombre de locuteurs était estimé à 476 000 en 1993.
Comme le dit la tradition orale le waci est une appellation de nom Notsé car ils viennent de notsé. La langue waci est juste un accent de la grande race des Ewé qui regroupe les fon, les Mina, les Guin, les Kotafon, ewe et Aja. La fête de l'association Agbesiyanle initialise  la langue waci liée à sa culture et tradition.